# Ferrisia virgata
Ferrisia virgata är en insektsart som först beskrevs av Cockerell 1893.  Ferrisia virgata ingår i släktet Ferrisia och familjen ullsköldlöss. Inga underarter finns listade i Catalogue of Life.